# Tautogram
Een tautogram is een tekst of gedicht waarbij ieder woord met dezelfde letter begint.
Bij deeltautogrammen begint niet ieder woord, maar wel iedere dichtregel met dezelfde letter. Het woord 'tautogram' is samengesteld uit het Griekse 'to auto' (hetzelfde) en 'graphein' (schrijven). 
Een voorbeeld van een tautogram van Urbanus:
Zeven Zaventemse zotten zullen zes zomerse zondagen zwemmen zonder zwembroek.
Zware Zjulien zijn zuster zaliger zei: "Zo'n zeveraars!
Ze zijn zijlen zeker zot, zeg! Ze zullen zinken!".